# Rokkaku

Aquilone Rokkaku

Il Rokkaku dako(六角凧) è un aquilone tradizionale giapponese realizzato con stecche di bambù e carta washi.
L'aquilone rokkaku, a forma di esagono allungato verticalmente, viene spesso dipinto a mano con i volti di celebri Samurai e possiede una briglia a quattro rami.

Il telaio dell'aquilone è costituito da un'asticella rigida verticale detta longherone, e due asticelle, dette traverse, che incrociano il longherone. Le traverse sono arcuate tramite dei tensori regolabili. Se lasciato fluttuare in una brezza potente, il rokkaku dako è in grado di salire rapidamente risultando tuttavia stabile. Quando il filo principale viene rilasciato l'aquilone atterra rapidamente, ma se viene applicata tensione torna nella sua posizione stabile. Quando due di questi aquiloni vengono usati in una competizione, per vincere devono rompere il cavo di ritenuta dell'aquilone avversario oppure costringerlo all'atterraggio.
È possibile aumentare la stabilità dell'aquilone aumentando la curvatura delle traverse, permettendogli di volare anche senza la coda. Il rokkaku dako è oggigiorno frequentemente utilizzato per la fotografia aerea e per lo studio dell'atmosfera, grazie all'ampia superficie, al suo volo stabile e alla semplicità di costruzione.

## Proporzioni
Per costruire un rokkaku si devono rispettare le seguenti proporzioni: 5 parti in altezza di cui 3 per la parte centrale e 1 + 1 per i triangoli, 4 parti per la larghezza. Il triangolo inferiore va allungato di una percentuale del 10%.